# Place de l’indépendance du Bénin
La Place de l’indépendance du Bénin est une place de souvenir qui symbolise l’accession du Bénin à la souveraineté nationale

## Localisation
Elle est située au quartier Avakpa dans le troisième arrondissement de la ville de Porto-Novo.

## Salubrité
Cette place devient insalubre en raison du mauvais entretien et de l’incivisme des populations riveraines. En effet, elles déversent des caillasses et des ordures de tous genre sur ce site. En 2010, en prélude aux festivités du cinquantenaire du Bénin à la souveraineté nationale, Moukaram Océni, maire de la commune de Porto-Novo lance une opération de libération des espaces publics par des démolitions des maisons construites illégalement à l'aide des engins lourds  pour rendre plus propre la ville.

## Note et référence
1. ↑  « La place de l’indépendance du Bénin : Une honte nationale », sur acotonou.com (consulté le 2 octobre 2021)
2. ↑  « Place de l’indépendance de Porto-Novo », sur La Nouvelle Tribune, 30 juillet 2009 (consulté le 12 octobre 2021)